# Морандини, Антуан Франсуа
Антуан Франсуа Морандини (фр. Antoine François Morandini; 1766—1831) — французский военный деятель, командир батальона (1806 год), шевалье (1810 год), участник революционных и наполеоновских войн.

## Биография
Родился в семье Карлу Пьетру Морандини (итал. Carlu Pietru Morandini) и его супруги Доротеи Андреи (итал. Dorotéa Andrei). Карлу имел звание капитана в армии Паскаля Паоли. 16 марта 1786 года в возрасте 19 лет поступил на военную службу фузилером Королевского Корсиканского полка, а после расформирования полка 17 марта 1788 года определён в 4-й батальон Корсиканских егерей. 1 октября 1791 года — капрал-фурьер 4-го батальона лёгкой пехоты, который в 1794 году совместно с 1-м батальоном волонтёров Крёза и 5-м батальонов волонтёров Эна образовал 4-ю полубригаду лёгкой пехоты. Сражался в составе Мозельской армии, отличился в сражении при Кайзерслаутерне. В 1795-96 годах сражался в Рейнской армии. 7 ноября 1795 года стал адъютантом генерала Жантийи. В 1796 году переведён в Итальянскую армию генерала Бонапарта. Участвовал во всех ключевых сражениях кампаний 1797 и 1797 годов. Затем занимался в Ливорно подготовкой экспедиции генерала Жантийи, предназначенной для оказания помощи патриотам-республиканцам на Корсике. После прибытия на остров, до 9 мая 1797 года продолжал исполнять обязанности адъютанта генерала Жантийи. 25 апреля 1797 года произведён в капитаны. 20 января 1798 года присоединился к Армии Леванта на острове Корфу в качестве первого помощника начальника штаба Розе. 22 декабря 1800 года возвратился в строй 4-й лёгкой полубригады. 13 августа 1801 года женился в Моите на Марии-Анжеле Савиньони (фр. Maria-Angela Savignoni), от которой имел троих сыновей: Антуана (фр. Antoine André Morandini; 1801—), Луи (фр. Louis Camille Ferdinand Morandini; 1816—) и Шарля (фр. Charles Mathieu Morandini; 1819—).
В июле 1802 года занимался в Антибе формированием из корсиканцев 3-го батальона 3-й полубригады лёгкой пехоты, ставшего в мае 1803 года 3-м батальоном 8-й полубригады лёгкой пехоты. 10 января 1803 года назначен командиром роты карабинеров. С октября 1803 года служил с батальоном в лагере Сент-Омер в составе 3-й пехотной дивизии Леграна. В апреле 1804 года 3-й батальон был отделён от полка в качестве автономного корсиканского батальона и 1 сентября 1804 года получил официальное название «батальон корсиканских стрелков» (фр. bataillon de tirailleurs corses). Участвовал в Австрийской кампании 1805 года под началом командира батальона Орнано. Отличился в сражении при Аустерлице, где корсиканцы храбро обороняли Тельниц. С 2 часов ночи подвергался атаке 5 австрийских батальонов. Корсиканцы встречали неприятеля шквальным огнём, а также проводили штыковые атаки и отбрасывали обратно. Между 8 и 9 часами 24 русских батальона начинают штурм Тельница, корсиканцы лишь шаг за шагом уступают позиции. Прибытие бригады Эдле позволяет стрелкам в результате контратаки отбить Тельниц обратно. Островитяне захватили два неприятельских знамени. Морандини получил сильную контузию и штыковое ранение в правую руку. В следующем году принимал участие в Прусской кампании 1806 года. В Кройссене атаковали колонну, в которой укрылся король Пруссии и взяли экипажи и 300 пленных. 17 октября снова атакуют пруссаков у Нордхаузена, вберут 3 орудия и более 300 пленных. 21-го были при захвате Магдебурга. 23 ноября 1806 года в ходе смотра войск 4-го корпуса Морандини был повышен в звании, и 1 февраля 1807 года сменил Орнано во главе батальона корсиканцев. В ходе Польской кампании 1807 года сражался при Хофе и Эйлау, где получил два пулевых ранения в правое бедро. При Гейльсберге снова ранен пулей в грудь с правой стороны. С 27 сентября 1807 года служил в гарнизоне Эльбинга. В марте 1808 года переведён в Цвайбрюккен. 5 декабря 1808 года батальон выведен из состав дивизии Леграна и придан сводному корпусу Удино. 31 марта 1809 года батальон стал частью 2-й бригады генерала Конру 1-й дивизии генерала Тарро гренадерского корпуса генерала Удино Армии Германии. Участвовал в Австрийской кампании 1809 года. Сражался при Ландсхуте. В бою 3 мая 1809 года при Эберсберге получил пулевое ранение в правую ногу и был захвачен в плен австрийцами. Героизм корсиканских стрелков в этом сражении отображён в 1810 году живописцем Тоне на картине «Бой и взятие города Эберсберг 3 мая 1809», помещённой в 1811 году в кабинет Императора в Большом Трианоне. 17 августа 1809 года получил свободу и возвратился к обязанностям командира корсиканского батальона, который 7 февраля 1810 года определён в состав 3-го армейского корпуса маршала Даву.
После расформирования батальона 11 августа 1811 года назначен комендантом Форта Дюкен. В 1812 году присоединился к Главной квартире Великой Армии и принял участие в Русской кампании. В 1813 году назначен комендантом Мерзебурга. При приближении союзников в октябре 1813 года оставил город и удалился в Везель, где по приказу генерала Вандама возглавил батальон голландских новобранцев. Однако вскоре он был арестован по приказу Императора и предстал перед военным советом по обвинению в оставлении Мерзебурга без сопротивления. Морандини сумел оправдаться, однако нового служебного назначения не получил.
Был уволен 28 июня 1814 года и вышел в отставку из-за травмы 4 января 1815 года. В том же году вернувшись на службу, находился под командой генерала Брюлара, военного губернатора Корсики. 1 января 1816 года назначен командиром 2-й роты 17-го легиона Королевской жандармерии Корсики. 1 февраля 1817 года вышел в отставку после 30 лет 10 месяцев 9 дней службы и 17 военных кампаний. Умер 29 апреля 1831 года в Моите в возрасте 64 лет.

## Воинские звания
- Солдат (16 марта 1786 года);
- Капрал-фурьер (1 октября 1791 года);
- Старший сержант (21 января 1794 года);
- Младший лейтенант (2 июня 1794 года);
- Лейтенант (22 сентября 1795 года);
- Капитан (25 апреля 1797 года);
- Командир батальона (23 ноября 1806 года).

## Титулы
- Шевалье д’Эккате и Империи (фр. chevalier d'Eccataye et de l'Empire; декрет от 15 августа 1809 года, патент подтверждён 2 сентября 1810 года в Сен-Клу)[2][3].

## Награды
Легионер ордена Почётного легиона (14 марта 1806 года)
 Кавалер Военного ордена Святого Людовика (9 апреля 1817 года)